# Municipio 5 (Mailand)

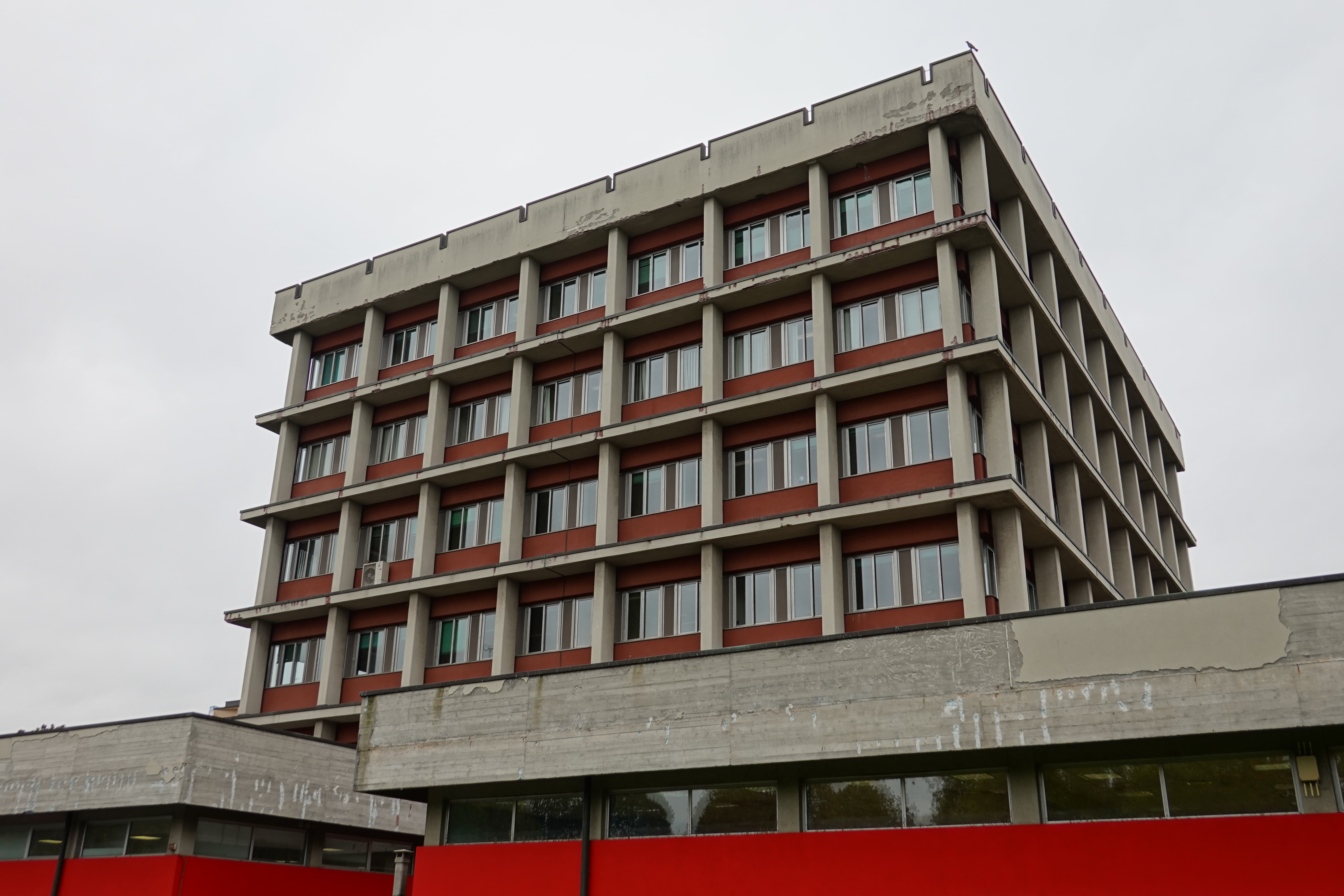
Der Verwaltungssitz des Municipios

Der Municipio 5 (etwa: „5. Stadtbezirk“) ist einer der 9 Stadtbezirke der norditalienischen Großstadt Mailand.
Zum Municipio gehören unter anderem die Stadtteile bzw. Orte Baravalle, Chiaravalle, Chiesa Rossa, Gentilino, Gratosoglio, Macconago, Morivione, Quintosole, Ronchetto delle Rane, Selvanesco, Stadera, Le Terrazze, Torretta und Vigentino.